# Густина станів
Густина станів — відношення кількості енергетичних станів dN у неперервному енергетичному спектрі, енергія яких лежить в діапазоні між E та E + dE, до dE.

## Загальний опис поняття
- 1. Відношення числа станів квантово-механічної системи з безперервним чи квазі-безперервним спектром, які відповідають дуже малому відрізкові енергії ΔЕ, до величини цього відрізку, або похідна числа квантово-механічних станів N(E) по енергії E:

NE= dN(E)/dE.
- 2. У хімії твердого тіла — число енергетичних рівнів, що лежать у певному інтервалі енергій.
- 3. Число квантових станів, що припадає на одиницю інтервалу енергії, або імпульсу чи іншої квантованої величини. Може бути екстенсивною(де обчислюється загальна кількість станів в певному об'ємі чи в усій системі) та інтенсивною (де визначається кількість станів, що припадає на одиницю об'єму, площі чи довжини).

Густина станів зазвичай позначається латинською літерою g.
Густина станів є важливою характеристикою розподілу електронів чи інших квазічасток у енергетичній зоні кристалічних твердих тіл.
{\displaystyle g(E)={\frac {dN}{dE}}}

## Властивості
Густина станів є індикатором того, наскільки щільно впаковані енергетичні стани в зоні. Вона залежить від енергії. В
заборонених зонах вона дорівнює нулю, поступово зростає від дна зони, але потім, із збільшенням
енергії квазічасток зменшується, досягаючи нульового значення при енергії, яка відповідає верху зони.

## Приклади
Для параболічної зони, закон дисперсії в якій задається формулою {\displaystyle E={\frac {\hbar ^{2}k^{2}}{2m^{*}}}}, де
{\displaystyle \hbar \mathbf {k} } — квазі-імпульс, m* — ефективна маса, {\displaystyle \hbar } — зведена стала Планка, густина станів
задається формулою
{\displaystyle g(E)={\frac {1}{2\pi ^{2}}}\left({\frac {2m^{*}}{\hbar ^{2}}}\right)^{3/2}{\sqrt {E}}}
Ця формула справедлива для області поблизу дна зони провідності або
верха валентної зони, там де працює наближення ефективної маси.

У випадку зони із мінімумом не в центрі зони Брілюена, потрібно враховувати два факти: виродження дна зони й неізотропність
ефективної маси. В такому випадку
{\displaystyle g(E)={\frac {n_{v}}{2\pi ^{2}}}\left({\frac {2(m_{t}^{*2}m_{l}^{*})^{1/3}}{\hbar ^{2}}}\right)^{3/2}{\sqrt {E}}},
де {\displaystyle n_{v}} — кількість еквівалентних долин, {\displaystyle m_{t}^{*}} та {\displaystyle m_{l}^{*}} — поперечна й поздовжня складові
тензора ефективної маси.
Вирази для густини станів змінюються у випадку напівпровідників меншої розмірності: квантових ям та
квантових дротин.

## Примітка
В англійській літературі для позначення густини станів використовується абревіатура DOS.